# Ceirej Syjon
Ceirej Syjon (Młody Syjon) – ruch lewicowo-syjonistyczny, utworzony przez żydowską młodzież w Rosji w 1903 roku. 

## Opis
Ruch domagał się większej aktywności w dziele kolonizacji Palestyny oraz umasowienia ruchu syjonistycznego poprzez zaangażowanie żydowskiej biedoty. Ruch młodosyjonistyczny objął swym zasięgiem nie tylko Europę Wschodnią, ale też Palestynę, Austro-Węgry, Niemcy, Wielką Brytanię, USA, Południową Afrykę i Amerykę Południową. 
Po rewolucji rosyjskiej doszło do radykalizacji młodosyjonistów, którzy przyjęli program socjalistyczny. W 1923 r. doszło do zjednoczenia lewego skrzydła Cejrej Syjon z Poalej Syjon Prawicą., oba ugrupowania weszły w skład tzw. Międzynarodówki II1/2. 
Organ CS w Polsce: „Befrajung”. Czołowi działacze: Natan Szwalbe, J.C. Kołtun.